# Contro assegno
Il contro assegno, a volte anche scritto contr'assegno o contrassegno, è un metodo di pagamento di beni acquistati a distanza che consente di pagare l'oggetto non in anticipo, ma al momento del suo arrivo a destinazione.
L'incarico da parte dello speditore di incassare per proprio conto una determinata somma è fissata attraverso un contratto di spedizione con una azienda dedita al trasporto di merci. Quest'ultima, generalmente la posta o un'azienda dedita al trasporto nazionale su gomma, garantisce la consegna della merce solo previo pagamento di quanto pattuito e provvede a restituire la somma al mandante.
Se non pattuito diversamente, il pagamento della merce da parte del ricevitore deve essere effettuato esclusivamente attraverso una forma di pagamento "garantito" (contanti o assegno circolare di norma) dato che il vettore deve corrispondere in ogni caso al suo mandante la cifra specificata. La pattuizione diversa, che deve essere chiaramente esplicitata in forma scritta, può prevedere il ritiro da parte dell'incaricato di un assegno bancario intestato direttamente al proprietario della merce.
Trattandosi di un servizio effettuato per la clientela l'azienda incaricata dovrà essere rimborsata per il lavoro svolto e il compenso viene solitamente fissato in una percentuale della cifra da movimentare.
Lo stesso tipo di servizio può avvenire anche nel campo dei trasporti internazionali su gomma, nel traffico di merci tra stati che consentono agevoli scambi valutari; in campo internazionale è conosciuto con l'acronimo C.O.D. (collect on delivery, precedentemente cash on delivery).